# Star One D1
Star One D1 — геостационарный спутник связи, первый аппарат четвёртого поколения и крупнейший из спутников бразильского спутникового оператора, компании Star One. Предназначен для предоставления телекоммуникационных услуг (голосовая связь, цифровое телевидение, высокоскоростной интернет и др.) для Бразилии и других стран Латинской Америки.
Спутник построен на базе космической платформы SSL-1300 американской компанией Space Systems/Loral, контракт с компанией на его создание был подписан в июле 2013 года. Электроснабжение обеспечивают два крыла солнечных батарей и аккумуляторные батареи. Ожидаемый срок службы — более 15 лет. Стартовая масса спутника составляет 6430 кг. Полезную нагрузку спутника составляют 28 транспондеров C-диапазона ёмкостью 36 МГц, 24 транспондера Ku-диапазона по 36 МГц и 18 транспондеров Ka-диапазона повышенной ёмкости (эквивалент около 300 стандартных транспондеров).
Будет располагаться на орбитальной позиции 84° западной долготы и повысит существующие мощности запущенного в 2000 году спутника Star One B4 (Brasilsat B4) в C-диапазоне, также дополнит его новыми мощностями в других диапазонах.
Контракт на запуск спутника с оператором Arianespace был подписан в сентябре 2013 года.
Спутник запущен 21 декабря 2016 года в 20:30 UTC европейской ракетой-носителем «Ариан-5 ECA» со стартового комплекса ELA-3 космодрома Куру во Французской Гвиане, в паре с японским спутником JCSAT-15.